# Hitzone 99
538 Hitzone 99 is een verzamelalbum. Het album, onderdeel van de serie Hitzone, werd op 17 september 2021 uitgegeven door de Nederlandse radiozender Radio 538. Hitzone 99 piekte op de eerste plaats van de Compilation Top 30 en stond zes weken lang op deze plek. In totaal stond het 31 weken in deze hitlijst.

## Nummers
| Nr. | Titel                        | Uitvoerend artiest                  | Duur |
| --- | ---------------------------- | ----------------------------------- | ---- |
| 1.  | "Stay"                       | The Kid Laroi & Justin Bieber       | 2:23 |
| 2.  | "Run"                        | OneRepublic                         | 2:50 |
| 3.  | "By Your Side"               | Calvin Harris ft. Tom Grennan       | 3:12 |
| 4.  | "Take My Breath"             | The Weeknd                          | 3:41 |
| 5.  | "Remember"                   | Becky Hill & David Guetta           | 2:43 |
| 6.  | "Onderweg naar later"        | Suzan & Freek                       | 2:59 |
| 7.  | "Good 4 U"                   | Olivia Rodrigo                      | 2:59 |
| 8.  | Never Going Home             | Kungs                               | 2:52 |
| 9.  | "Beggin'"                    | Måneskin                            | 3:32 |
| 10. | "Heartbreak Anthem"          | Galantis, David Guetta & Little Mix | 3:04 |
| 11. | "Wrecked"                    | Imagine Dragons                     | 3:36 |
| 12. | "Happier Than Ever"          | Billie Eilish                       | 4:57 |
| 13. | "Marea (We’ve Lost Dancing)" | Fred Again X The Blessed Madonna    | 4:47 |
| 14. | "Niks is heilig"             | Maan                                | 2:59 |
| 15. | "Summer 91 (Looking Back)"   | noizu                               | 3:02 |
| 16. | "EveryTime I Cry"            | Ava Max                             | 2:59 |
| 17. | "Hyperventilatie"            | Antoon                              | 2:20 |
| 18. | "The Moment"                 | remme                               | 3:12 |
| 19. | "Rise Up"                    | VINAI ft. Vamero                    | 3:04 |
| 20. | "Our Song"                   | Anne-Marie & Niall Horan            | 2:45 |
| 21. | "Where the Lights Are Low"   | Toby Romeo, Felix Jaehn & FAULHABER | 2:18 |
| 22. | "You"                        | Regard X Troye Sivan X Tate McRae   | 3:54 |
| 23. | "Only Us"                    | Sera                                | 3:10 |
| 24. | "Where Are You Now"          | Lost Frequencies & Calum Scott      | 2:30 |
| 25. | "Ik ga zwemmen"              | Mart Hoogkamer                      | 2:57 |